# Надпис от Филипи
Надписът от Филипи или Пресияновият надпис е средновековен български епиграфски паметник от времето на кан Пресиян (836 – 852). До нас е достигнало само началото и краят на надписа, а също и незначителни откъслеци с по няколко букви. Те са издълбани върху две четвъртити плочи от едрозърнест мрамор. Двете плочи и фрагментите са открити при разкопките през 1923 – 1933 година на голямата християнска базилика във Филипи, Гърция, на 12 километра северно от Кавала. Сега плочите се намират в лапидариума на археологическия музей при разкопките.

## История
Началото на надписа е видял и преписал французинът отец Браконие през 1707 година. С течение на времето обаче той бил засипан и в 1923 година отново открит. Целият надпис е бил издълбан върху шест плочи, които са били част от стилобата на базиликата, т.е. покритата с плочи основа, откъдето се издигали колоните. Той е един от най-дългите прабългарски надписи.
По недотам точния препис на отец Браконие, първата част на надписа е обнародвана няколко пъти от различни изследователи. За първи път двете части на надписа са публикувани цялостно през 1928 година от Франтишек Дворник в списанието на Френската археологическа школа в Атина (École Française d'Athènes). През 1931 година Йордан Иванов публикува паметника в своя труд „Български старини из Македония“, разглеждайки го като два отделни надписа.
Надписът от Филипи е от групата на летописните надписи и дава сведения за похода на кавхан Исбул в земите на смоляните.